# Vivienda accesible
La vivienda accesible se refiere a la construcción o modificación (por ejemplo, mediante una renovación) de la vivienda para permitir la vida independiente de las personas con discapacidades. La accesibilidad se consigue a través de la arquitectura, pero también integrando muebles, estanterías y armarios modificados, o incluso dispositivos electrónicos en el hogar que lo hagan accesible.

## Canadá
En Canadá, Flexhousing es un concepto que anima a los propietarios a realizar renovaciones que modifiquen su casa con el tiempo para satisfacer las necesidades cambiantes de accesibilidad. El concepto apoya los objetivos de permitir que "los propietarios de viviendas ocupen una vivienda durante períodos de tiempo más largos, tal vez durante toda su vida, adaptándose al mismo tiempo a las circunstancias cambiantes y satisfaciendo una amplia gama de necesidades"; La Vivienda Universal en Estados Unidos y Lifetime Homes en el Reino Unido son conceptos similares.

## Reino Unido
Reino Unido aplica la aplicación de acceso domiciliario más extendida hasta la fecha. En 1999, el Parlamento aprobó la Sección M, una enmienda a las regulaciones de construcción residencial que requiere acceso básico en todos los hogares nuevos, pero aun así, en una encuesta realizada por YouGov en 2019, solo el 21% de los encuestados dijo que un usuario de silla de ruedas razonablemente podría acceder a todas las áreas de su hogar.

## Estados Unidos
En Estados Unidos, las enmiendas de 1988 a la Ley de Vivienda Justa agregaron a las personas con discapacidades, así como a su estatus familiar, a las clases ya protegidas por ley contra la discriminación (raza, color, género, religión, credo y país de origen). Entre la protección para personas con discapacidades en las Enmiendas de 1988 hay siete requisitos de construcción para todos los edificios multifamiliares de más de cuatro unidades ocupadas por primera vez después del 13 de marzo de 1991. Estos siete requisitos son los siguientes:
1. Una entrada accesible al edificio en una ruta accesible,
2. Áreas accesibles de uso común y público,
3. Puertas utilizables por una persona en silla de ruedas,
4. Ruta accesible hacia y a través de la unidad de vivienda,
5. Interruptores de luz, enchufes eléctricos, termostatos y otros controles ambientales en lugares accesibles,
6. Paredes reforzadas en baños para posterior instalación de barras de apoyo, y
7. Cocinas y baños utilizables.

El acceso suele definirse dentro de los límites de lo que una persona sentada en una silla de ruedas puede alcanzar únicamente con el movimiento del brazo, con un mínimo desplazamiento de las piernas y el torso. Los controles de iluminación y termostato no deben estar arriba y los enchufes no deben estar debajo del alcance de una persona en silla de ruedas.
Por lo general, los fregaderos y las áreas de cocina deben diseñarse sin armarios debajo, para permitir que las piernas del usuario de silla de ruedas rueden por debajo, y las encimeras pueden tener una altura reducida para acomodar a un usuario sentado en lugar de pie. En algunos casos, se pueden combinar dos áreas de preparación de alimentos en una sola cocina para permitir tanto a usuarios de pie como en sillas de ruedas.
A pesar de estos avances, los tipos de vivienda donde reside la mayoría de la gente en Estados Unidos –viviendas unifamiliares– no están cubiertos por la Ley de Estadounidenses con Discapacidades, la Ley de Vivienda Justa ni ninguna otra ley federal, con excepción del pequeño porcentaje de viviendas financiadas con fondos públicos afectadas por la Sección 504 de la Ley de Rehabilitación. Como resultado, la gran mayoría de las nuevas viviendas unifamiliares replican las barreras de las viviendas existentes.

## Renovaciones para accesibilidad
Los propietarios de viviendas pueden verse desafiados por la necesidad de encontrar renovadores familiarizados con cuestiones de diseño accesible. El gobierno federal de Canadá y los gobiernos provinciales trabajan conjuntamente para compartir el costo de ofrecer programas de reembolso para propietarios de viviendas que necesitan renovaciones para mejorar la accesibilidad. Estos programas mejoran la capacidad de los propietarios de financiar modificaciones a través de la renovación de las casas existentes.

## Adaptaciones accesibles
Muchas casas estilo rancho y casas prefabricadas utilizan un piso principal ligeramente elevado sobre el nivel del suelo, pero tienen un diseño plano general con un espacio de acceso o un sótano ligeramente elevado debajo para los sistemas de plomería, electricidad y calefacción. Estas casas se pueden modificar con relativa facilidad para acomodar sillas de ruedas y andadores, con la instalación de una rampa larga y baja fuera del edificio, hasta la entrada de la casa, colocada sobre la escalera existente. Esta rampa se puede quitar más adelante y volver a la entrada de la escalera si el acceso para discapacitados ya no es necesario. 
Las casas de dos niveles tienden a diseñarse con múltiples escaleras internas y rellanos de medio piso dentro del edificio. Puede haber una zona de entrada dentro del edificio a nivel del suelo, con escaleras dentro de la entrada que suben y bajan inmediatamente desde el nivel del suelo. Estas casas son difíciles de acomodar de manera económica ya que a menudo no hay espacio disponible dentro de la estructura para instalar rampas largas e inclinadas para sillas de ruedas para acceder a los distintos pisos. Quizás sea posible instalar salvaescaleras en los huecos de las escaleras o ascensores para sillas de ruedas en los balcones cercanos a los huecos de las escaleras. 
A veces, las casas de varios pisos se pueden acomodar instalando un ascensor residencial privado, que suele ser mucho menos costoso y tiene menos requisitos de diseño y distribución que un ascensor comercial completo. En algunos casos, los constructores de viviendas pueden planificar un futuro ascensor residencial diseñando espacios de guardarropas en cada piso apilados verticalmente con las mismas dimensiones y ubicación. Posteriormente se retiran los pisos y techos del armario y se instala el equipo del ascensor en el hueco abierto. 
A continuación se muestran algunas características arquitectónicas sugeridas actualmente para una casa universalmente accesible:
| Cocina                                                                  | Pasillos y escaleras | Sala de estar / habitación familiar | Baño |
| ----------------------------------------------------------------------- | --- | --- | --- |
| Un horno de pared con apertura lateral y tablero extraíble debajo       | Los pasillos deben tener 1,2 mm de ancho | Una entrada sin puertas y sin umbral | La puerta del baño debe tener un ancho mínimo de 865 mm y abrirse hacia afuera para no obstruir el espacio limitado del interior |
| Tableros de trabajo extraíbles a diferentes alturas                     | Las escaleras deben tener 1 metro de ancho y un máximo de 280 mm de profundidad                                                                 | Un nivel uniforme en toda la habitación elimina cambios abruptos que pueden crear peligros de tropiezo                                                                 | Los grifos de doble palanca son más fáciles de usar que los grifos de una sola palanca o de bola                                 |
| Espacio para las rodillas que queda debajo del fregadero o de la estufa | La altura máxima del contrahuella debe ser de 180 mm                                                                                            | La instalación de tomas de electricidad, teléfono y cables adicionales se adapta a la tecnología y proporciona la máxima flexibilidad en la disposición de los muebles | Instale suelo antideslizante en cualquier zona propensa a mojarse                                                                |
| Cajones extraíbles para almacenamiento en lugar de estantes profundos   | Los tramos de escaleras deben ser rectos con el mismo número de escalones en cada tramo con un mínimo de tres y un máximo de doce contrahuellas | Los interruptores de luz deben ser accesibles desde una posición sentada y un interruptor debe estar ubicado en la entrada de la sala de estar                         | Deje espacio libre al menos en un lado del inodoro para mejorar el acceso                                                        |

## Envejecimiento en el lugar y accesibilidad
Una tendencia creciente entre las personas mayores es "envejecer en el lugar", lo que refleja el deseo de conservar la independencia durante el mayor tiempo posible. Las adaptaciones para personas mayores tienen en cuenta las deficiencias físicas más comunes que afectan a las personas mayores. Por ejemplo, una causa común de lesiones graves entre las personas mayores es la caída dentro del hogar.
- Las caídas son la principal causa de lesiones mortales y la causa más común de ingresos hospitalarios no mortales relacionados con traumatismos entre los adultos mayores.
- Las caídas provocan más de 2,8 millones de lesiones tratadas en los departamentos de urgencia anualmente, incluidas más de 800.000 hospitalizaciones y más de 27.000 muertes.
- En 2015, el costo total de las lesiones por caídas fue de 50 mil millones de dólares. Medicare y Medicaid asumieron el 75% de estos costos.
- Se espera que el costo financiero de las caídas de los adultos mayores aumente a medida que la población envejece y puede alcanzar los $67,7 mil millones para 2020.[8]
- Comúnmente se cree que los baños son un lugar particularmente peligroso.[9]

Agregar pasamanos y barras de apoyo en toda la casa, especialmente en los baños y a lo largo de las escaleras, ayuda a reducir el riesgo de caídas. Otras adaptaciones que mejoran la accesibilidad para las personas mayores incluyen: áreas de trabajo y almacenamiento de fácil acceso en la cocina; dispositivos de alcance para agarrar objetos en estantes altos; manijas de palanca en puertas; baños accesibles; elevadores de asientos de inodoro; duchas a ras de suelo; y asientos para bañera y ducha.

### Enfermedad de Alzheimer y adaptaciones de vivienda.
La enfermedad de Alzheimer presenta desafíos específicos para los cuidadores, que necesitan hacer que el hogar sea lo más accesible posible para los residentes mayores, teniendo en cuenta las medidas de seguridad. Perillas de interruptores de estufas removibles, cerraduras en gabinetes de cocina, hervidores eléctricos con apagado automático, y agregar iluminación para eliminar las sombras en la casa puede ayudar a los cuidadores a reducir los peligros para la persona con la enfermedad de Alzheimer. Otras características que pueden mejorar el bienestar de las personas mayores pueden incluir marcar las puertas con signos u objetos llamativos y distintos, como cintas o coronas, que pueden ayudar a la memoria. Agregar una cuna o una cama al piso principal de la casa para permitir que la persona mayor descanse sin tener que subir escaleras a un dormitorio puede resultar útil para el paciente de Alzheimer. También se pueden eliminar los muebles y el desorden para hacer la casa más segura para una persona mayor con tendencia a caminar o deambular.